# Pierre Deschamps (polityk)
Pierre M.L.L.C. Deschamps (ur. 5 maja 1921 w Schaerbeek, zm. 26 marca 2008 w Ellezelles) – belgijski polityk i prawnik, parlamentarzysta krajowy, w latach 1974–1979 i 1980–1984 poseł do Parlamentu Europejskiego, w tym od 1977 do 1979 jego pierwszy wiceprzewodniczący.

## Życiorys
W 1939 rozpoczął studia prawnicze na Katolickim Uniwersytecie w Lowanium. W czasie II wojny światowej przebywał we Francji, gdzie pracował jako nauczyciel. Po wojnie obronił doktorat z prawa na macierzystej uczelni, rozpoczął praktykę adwokacką w Tournai.
Zaangażował się w działalność Chrześcijańskiej Partii Społecznej. Od 1946 do 1994 zasiadał w radzie miejskiej Ellezelles. Został bliskim współpracownikiem Pierre’a Wigny’ego, między 1948 a 1968 należał do jego gabinetów ministerialnych. Od 1971 do 1977 zasiadał w Senacie, następnie do 1981 w Izbie Reprezentantów. W latach 1971–1981 zasiadał także w radzie kulturowej Wspólnoty Flamandzkiej (w 1980 przekształconej w parlament). Od 1974 do 1979 pozostawał członkiem Parlamentu Europejskiego, w tym od 1977 do 1979 pierwszy wiceprzewodniczący izby. Mandat europosła I kadencji uzyskał 21 maja 1980 w miejsce Charles-Ferdinanda Nothomba. Należał do Europejskiej Partii Ludowej oraz Komisji ds. Rozwoju i Współpracy.